# Shaoang Liu
Shaoang Liu (* 13. März 1998 in Budapest) ist ein ungarisch-chinesischer Shorttracker und der jüngere Bruder des Shorttrackers Shaolin Sándor Liu und Olympiasieger.

## Werdegang
Liu trat international erstmals bei den Juniorenweltmeisterschaften 2014 in Erzurum in Erscheinung. Dort gewann er die Silbermedaille mit der Staffel über 3000 m. Im Shorttrack-Weltcup debütierte er zu Beginn der Saison 2014/15 in Salt Lake City und belegte dabei über 500 m den 13. Rang und über 1000 m den zehnten Platz. Beim Weltcup in Montreal und in Dresden kam er mit der Staffel über 5000 m auf den zweiten Platz. Bei den Europameisterschaften 2015 in Dordrecht und bei den Weltmeisterschaften 2015 in Moskau gewann er jeweils die Silbermedaille mit der Staffel. In der Saison 2015/16 holte er in Shanghai mit der Staffel seinen ersten Weltcupsieg und errang zudem in Montreal den dritten Platz mit der Staffel. Bei den Europameisterschaften 2016 in Sotschi gewann er wie im Vorjahr die Silbermedaille mit der Staffel und errang im Mehrkampf den zehnten Platz. Ende Januar 2016 gewann er bei den Juniorenweltmeisterschaften in Sofia die Silbermedaille über 500 m. Bei den Weltmeisterschaften 2016 in Seoul kam er bei allen Wettbewerben unter die ersten Zehn. Über 500 m holte er die Bronzemedaille und über 1500 m die Silbermedaille. Zu Beginn der Saison 2016/17 siegte er in Calgary mit der Staffel und errang über 1000 m den zweiten Platz. Im weiteren Saisonverlauf kam er im Weltcupeinzel achtmal unter die ersten Zehn, darunter Platz zwei über 500 m und Platz eins über 1000 m in Shanghai und Rang drei über 500 m in Dresden und gewann damit den Weltcup über 1000 m. Im Weltcup über 500 m wurde er Sechster. Außerdem triumphierte er in Gangneung mit der Staffel. Bei den Europameisterschaften 2017 in Turin gelang ihn in der Staffel der vierte Platz. Auch im Mehrkampf erreichte er mit vier Top-Zehn-Platzierungen in den Einzelrennen, darunter Platz zwei über 1000 m und 1500 m, den vierten Platz. Ende Januar 2017 gewann er bei den Juniorenweltmeisterschaften in Innsbruck im Superfinale über 1500 m die Silbermedaille und über 500 m, 1000 m, 1500 m und im Mehrkampf jeweils die Goldmedaille. Bei den Weltmeisterschaften 2017 in Rotterdam holte er die Bronzemedaille mit der Staffel und die Silbermedaille über 1000 m.
In der Saison 2017/18 lief Liu im Weltcup über 1000 m auf den siebten Platz und im Weltcup über 500 m und 1500 m jeweils auf den fünften Rang. Dabei wurde er in Shanghai über 1000 m und in Seoul über 500 m jeweils Dritter. Bei den Europameisterschaften im Januar 2018 in Dresden holte er die Bronzemedaille mit der Staffel. Bei den Olympischen Winterspielen 2018 in Pyeongchang gewann Liu mit der Staffel über 5000 m die Goldmedaille. Im März 2018 belegte er bei den Weltmeisterschaften in Montreal den 14. Platz im Mehrkampf und den achten Rang mit der Staffel. Zu Beginn der Saison 2018/19 siegte er in Calgary über 1000 m und mit der Staffel und lief im Lauf über 500 m auf den zweiten Platz. Es folgten Siege in Salt Lake City mit der Staffel und der Mixed-Staffel und in Almaty über 1000 m. Zudem kam er in Salt Lake City auf den dritten Platz über 500 m und in Almaty auf den zweiten Rang über 500 m und erreichte damit den sechsten Platz im Weltcup über 500 m und den dritten Rang im Weltcup über 1000 m. Bei den Europameisterschaften 2019 in Dordrecht gewann er über 1500 m und im Mehrkampf jeweils die Silbermedaille und über 500 m und mit der Staffel jeweils die Goldmedaille. Nach Platz drei über 500 m in Salt Lake City zu Beginn der Saison 2019/20, siegte er in Montreal mit der Staffel und in Nagoya über 500 m. Zudem errang er dort den zweiten Platz über 1000 m. In Shanghai lief er auf den dritten Platz über 500 m und jeweils auf den zweiten Rang über 1000 m und mit der Staffel und belegte zum Saisonende jeweils den sechsten Platz im Weltcup über 500 m und 1000 m. Bei den Europameisterschaften 2020 in Debrecen gewann er über 500 m und 1000 m jeweils die Silbermedaille und über 1500 m und im Mehrkampf jeweils die Goldmedaille.

## Weltcupsiege

### Weltcupsiege im Einzel
| Nr. | Datum             | Ort       | Disziplin |
| --- | ----------------- | --------- | --------- |
| 1.  | 11. Dezember 2016 | Shanghai  | 1000 m    |
| 2.  | 4. November 2018  | Calgary   | 1000 m    |
| 3.  | 8. Dezember 2018  | Almaty    | 1000 m    |
| 4.  | 1. Dezember 2019  | Nagoya    | 500 m     |
| 5.  | 28. November 2021 | Dordrecht | 1000 m    |
| 6.  | 22. Oktober 2023  | Montreal  | 500 m     |
| 7.  | 10. Dezember 2023 | Peking    | 1000 m    |
| 8.  | 17. Dezember 2023 | Seoul     | 500 m     |

### Weltcupsiege im Team
| Nr. | Datum             | Ort              |
| --- | ----------------- | ---------------- |
| 1.  | 13. Dezember 2015 | Shanghai 1       |
| 2.  | 6. November 2016  | Calgary 1        |
| 3.  | 18. Dezember 2016 | Gangneung 1      |
| 4.  | 4. November 2018  | Calgary 2        |
| 5.  | 11. November 2018 | Salt Lake City 3 |
| 6.  | 11. November 2018 | Salt Lake City 4 |
| 7.  | 10. November 2019 | Montreal 2       |
| 8.  | 21. Oktober 2023  | Montreal 5       |
| 9.  | 29. Oktober 2023  | Montreal 6       |
| 10. | 8. Dezember 2024  | Peking 7         |
| 11. | 8. Dezember 2024  | Peking 8         |
| 12. | 15. Dezember 2024 | Seoul 7          |

## Persönliche Bestzeiten
- 500 m      39,699 s (aufgestellt am 11. November 2018 in Salt Lake City)
- 1000 m    1:23,021 min (aufgestellt am 18. Dezember 2016 in Gangneung)
- 1500 m    2:09,244 min (aufgestellt am 25. November 2021 in Dordrecht)
- 3000 m    4:46,026 min (aufgestellt am 13. Januar 2019 in Dordrecht)